# Philomides frater
Philomides frater är en stekelart som beskrevs av Masi 1927. Philomides frater ingår i släktet Philomides och familjen gropglanssteklar.
Artens utbredningsområde är Taiwan. Inga underarter finns listade i Catalogue of Life.